# Nephodia turpis
Nephodia turpis là một loài bướm đêm trong họ Geometridae.